# Torneo de Roland Garros 2025
El Torneo de Roland Garros 2025, conocido también como Abierto de Francia de 2025, fue un torneo de tenis de Grand Slam que se disputó en canchas de tierra batida al aire libre en el Stade Roland Garros de París, Francia, entre el 19 de mayo y 8 de junio del 2025 y constaba de individuales, dobles y dobles mixtos. Estuvieron programados torneos juveniles y en silla de ruedas.
Carlos Alcaraz era el campeón defensor del individual masculino y derrotó a Jannik Sinner en la final mas larga en la historia del torneo en 5h30m para revalidar el título. Iga Świątek era la tricampeona defensora del individual femenino, pero fue derrotada en semifinales por Aryna Sabalenka y no pudo defender su título por ese motivo y a la postre está última fue derrotada por la tenista norteamericana Coco Gauff, para alcanzar el primer GS individual femenino, en tierra batida.
Fue la 124.ª edición del Abierto de Francia y el segundo evento de Grand Slam del 2025. Los cuadros principales de individuales incluyeron 16 clasificados para hombres y 16 para mujeres de 128 jugadores en cada sorteo.

## Eventos especiales
Al comenzar el torneo en arcilla el 25 de mayo, la organización dio un gran homenaje al extenista español Rafael Nadal por ser el máximo ganador del torneo y a la vez por haber ganado el primer trofeo de los 14 que tiene en la edición de 2005, 20 años atrás.

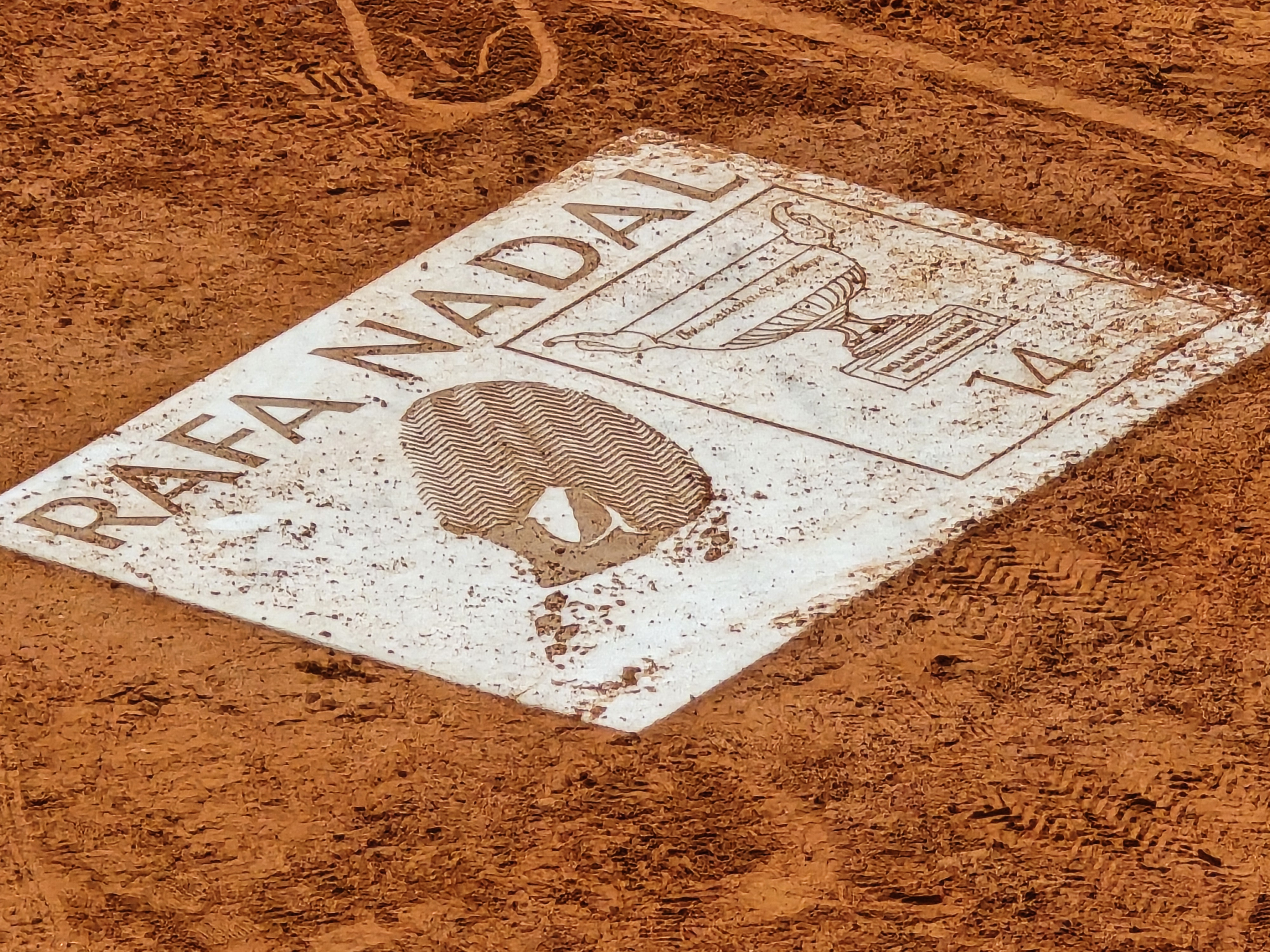
Placa conmemorativa con la huella de Rafael Nadal en la pista central (Philippe Chatrier) por sus logros en el Torneo de Roland Garros

Tras su derrota ante Jannik Sinner en la segunda ronda del torneo individual, Richard Gasquet puso fin a su carrera como tenista profesional tras 23 años de desempeñarse en la disciplina y fue homenajeado por los organizadores del Abierto de Francia con un trofeo conmemorativo.

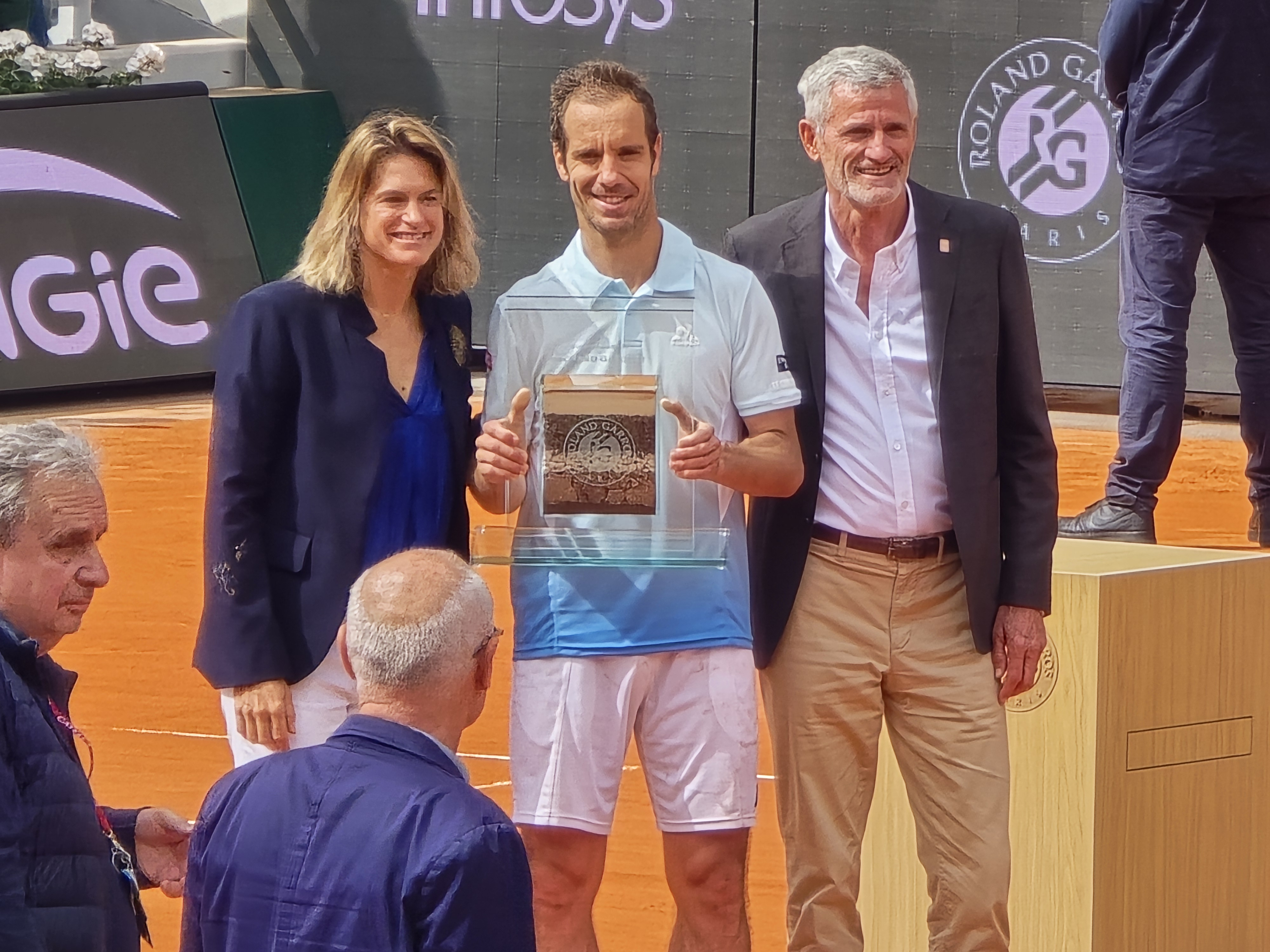
Richard Gasquet recibiendo una placa commemorativa por sus años de entrega al deporte durante el Abierto de Francia 2025

## Torneo
El Abierto de Francia de 2025 será la 124.ª edición del Abierto de Francia y se celebrará en el Stade Roland Garros de París.
El torneo será dirigido por la Federación Internacional de Tenis (ITF) y forma parte de los calendarios ATP Tour 2025 y WTA Tour 2025 bajo la categoría Grand Slam. El torneo consistirá en cuadros individuales y dobles masculinos y femeninos.
Habrá eventos individuales y dobles tanto para niños como para niñas (jugadores menores de 18 años), que formarán parte de la categoría de torneos Grado A, y eventos individuales y dobles para tenistas en silla de ruedas masculinos y femeninos bajo la categoría Grand Slam.  El torneo se jugará en canchas de arcilla y se desarrollará en una serie de 23 canchas, incluidas las tres canchas principales: la cancha Philippe Chatrier, la cancha Suzanne Lenglen y la cancha Simonne Mathieu.

## Puntos y premios

### Distribución de puntos

#### Séniors
| Evento               | G    | F    | SF  | CF  | R16 | R32 | R64 | R128 | C  | C3 | C2 | C1 |
| Individual masculino | 2000 | 1300 | 800 | 400 | 200 | 100 | 50  | 10   | 30 | 16 | 8  | 0  |
| Dobles masculino     | 2000 | 1200 | 720 | 360 | 180 | 90  | 45  | 0    | —  | —  | —  | —  |
| Individual femenino  | 2000 | 1300 | 780 | 430 | 240 | 130 | 70  | 10   | 40 | 30 | 20 | 2  |
| Dobles femenino      | 2000 | 1300 | 780 | 430 | 240 | 130 | 10  | —    | —  | —  | —  | —  |

| Evento           | G   | F   | SF/3ra | CF/4ta |
| Individual       | 800 | 500 | 375    | 100    |
| Dobles           | 800 | 500 | 100    | —      |
| Quad* Individual | 800 | 500 | 100    | —      |
| Quad* Dobles     | 800 | 100 | —      | —      |

| Evento               | G    | F   | SF  | CF  | R16 | R32 | C  | C3 |
| Individual masculino | 1000 | 600 | 370 | 200 | 100 | 45  | 30 | 20 |
| Individual femenino  | 1000 | 600 | 370 | 200 | 100 | 45  | 30 | 20 |
| Dobles masculino     | 750  | 450 | 275 | 150 | 75  | —   | —  | —  |
| Dobles femenino      | 750  | 450 | 275 | 150 | 75  | —   | —  | —  |

### Premios monetarios
| Evento                          | G           | F           | SF        | CF        | R16       | R32       | R64       | R128     | C3       | C2       | C1       |
| Individuales                    | 2 550 000 € | 1 275 000 € | 690 000 € | 440 000 € | 265 000 € | 168 000 € | 117 000 € | 78 000 € | 43 000 € | 29 500 € | 21 000 € |
| Dobles                          | 590 000 €   | 295 000 €   | 148 000 € | 80 000 €  | 43 500 €  | 27 500 €  | 17 500 €  | —        | —        | —        | —        |
| Individuales en silla de ruedas | —           | —           | —         | —         | —         | —         | —         | —        | —        | —        | —        |
| Dobles en silla de ruedas       | —           | —           | —         | —         | —         | —         | —         | —        | —        | —        | —        |

## Resumen

### Día 1 (25 de mayo)
- Cabezas de serie eliminados:
  - Individual masculino:  Tomáš Macháč [21],  Brandon Nakashima [28],  Alex Michelsen [32]
  - Individual femenino:  Marta Kostyuk [26],  Leylah Fernandez [27],  Peyton Stearns [28],  Linda Nosková [29]
- Orden de juego

| Partidos en los estadios principales                 | Partidos en los estadios principales     | Partidos en los estadios principales     | Partidos en los estadios principales     |
| Partidos en el Estadio Philippe Chatrier             | Partidos en el Estadio Philippe Chatrier | Partidos en el Estadio Philippe Chatrier | Partidos en el Estadio Philippe Chatrier |
| Evento                                               | Ganador                                  | Perdedor                                 | Resultado                                |
| ---------------------------------------------------- | ---------------------------------------- | ---------------------------------------- | ---------------------------------------- |
| Individual femenino - Primera ronda                  | Aryna Sabalenka [1]                      | Kamilla Rakhimova                        | 6-1, 6-0                                 |
| Individual femenino - Primera ronda                  | Qinwen Zheng [8]                         | Anastasia Pavlyuchenkova                 | 6-4, 6-3                                 |
| Individual masculino - Primera ronda                 | Lorenzo Musetti [8]                      | Yannick Hanfmann [Q]                     | 7-5, 6-2, 6-0                            |
| Individual masculino - Primera ronda                 | Ben Shelton [13]                         | Lorenzo Sonego                           | 6-4, 4-6, 3-6, 6-2, 6-3                  |
| Partidos en el Estadio Suzanne Lenglen               |                                          |                                          |                                          |
| Evento                                               | Ganador                                  | Perdedor                                 | Resultado                                |
| Individual femenino - Primera ronda                  | Elina Svitolina [13]                     | Zeynep Sönmez                            | 6-1, 6-1                                 |
| Individual masculino - Primera ronda                 | Giovanni Mpetshi Perricard [31]          | Zizou Bergs                              | 4-6, 6-3, 7-6(7-5), 6-4                  |
| Individual masculino - Primera ronda                 | Frances Tiafoe [15]                      | Román Safiulin                           | 6-4, 7-5, 6-4                            |
| Individual femenino - Primera ronda                  | Jasmine Paolini [4]                      | Yue Yuan                                 | 6-1, 4-6, 6-3                            |
| Partidos en el Estadio Simonne Mathieu               |                                          |                                          |                                          |
| Evento                                               | Ganador                                  | Perdedor                                 | Resultado                                |
| Individual masculino - Primera ronda                 | Tommy Paul [12]                          | Elmer Møller [LL]                        | 6-7(5-7), 6-2, 6-3, 6-1                  |
| Individual femenino - Primera ronda                  | Diana Shnaider [11]                      | Anastasiia Sobolieva [Q]                 | 7-6(7-3), 6-2                            |
| Individual femenino - Primera ronda                  | Donna Vekić [18]                         | Anna Blinkova                            | 7-5, 6-7(4-7), 6-1                       |
| Individual masculino - Primera ronda                 | Quentin Halys                            | Tomáš Macháč [21]                        | 7-6(7-4), 4-1, ret.                      |
| Fondo de color indica un partido de la rama femenina |                                          |                                          |                                          |

### Día 2 (26 de mayo)
- Cabezas de serie eliminados:
  - Individual masculino:  Taylor Fritz [4],  Francisco Cerúndolo [18]
  - Individual femenino:  Emma Navarro [9]
- Orden de juego

| Partidos en los estadios principales                 | Partidos en los estadios principales     | Partidos en los estadios principales     | Partidos en los estadios principales     |
| Partidos en el Estadio Philippe Chatrier             | Partidos en el Estadio Philippe Chatrier | Partidos en el Estadio Philippe Chatrier | Partidos en el Estadio Philippe Chatrier |
| Evento                                               | Ganador                                  | Perdedor                                 | Resultado                                |
| ---------------------------------------------------- | ---------------------------------------- | ---------------------------------------- | ---------------------------------------- |
| Individual femenino - Primera ronda                  | Iga Świątek [5]                          | Rebecca Šramková                         | 6-3, 6-3                                 |
| Individual femenino - Primera ronda                  | Paula Badosa [10]                        | Naomi Osaka                              | 6-7(1-7), 6-1, 6-4                       |
| Individual masculino - Primera ronda                 | Richard Gasquet [WC]                     | Térence Atmane [WC]                      | 6-2, 2-6, 6-3, 6-0                       |
| Individual masculino - Primera ronda                 | Jannik Sinner [1]                        | Arthur Rinderknech                       | 6-4, 6-3, 7-5                            |
| Partidos en el Estadio Suzanne Lenglen               |                                          |                                          |                                          |
| Evento                                               | Ganador                                  | Perdedor                                 | Resultado                                |
| Individual femenino - Primera ronda                  | Jéssica Bouzas                           | Emma Navarro [9]                         | 6-0, 6-1                                 |
| Individual masculino - Primera ronda                 | Carlos Alcaraz [2]                       | Giulio Zeppieri [Q]                      | 6-3, 6-4, 6-2                            |
| Individual femenino - Primera ronda                  | Bernarda Pera                            | Caroline Garcia                          | 6-4, 6-4                                 |
| Individual masculino - Primera ronda                 | Arthur Fils [14]                         | Nicolás Jarry                            | 6-3, 6-4, 6-7(6-8), 6-3                  |
| Partidos en el Estadio Simonne Mathieu               |                                          |                                          |                                          |
| Evento                                               | Ganador                                  | Perdedor                                 | Resultado                                |
| Individual masculino - Primera ronda                 | Casper Ruud [7]                          | Albert Ramos [Q]                         | 6-3, 6-4, 6-2                            |
| Individual masculino - Primera ronda                 | Daniel Altmaier                          | Taylor Fritz [4]                         | 7-5, 3-6, 6-3, 6-1                       |
| Individual femenino - Primera ronda                  | Katie Boulter                            | Carole Monnet [Q]                        | 6-7(4-7), 6-1, 6-1                       |
| Individual femenino - Primera ronda                  | Madison Keys [7]                         | Daria Saville [Q]                        | 6-2, 6-1                                 |
| Fondo de color indica un partido de la rama femenina |                                          |                                          |                                          |

### Día 3 (27 de mayo)
- Cabezas de serie eliminados:
  - Individual masculino:  Daniil Medvédev [11],  Grigor Dimitrov [16],  Hubert Hurkacz [30]
  - Individual femenino:  Karolína Muchová [14],  Beatriz Haddad Maia [23],  Elise Mertens [24],  Anna Kalinskaya [30]
  - Dobles masculino:  Nathaniel Lammons /  Jackson Withrow [11]
  - Dobles femenino:  Caroline Dolehide /  Desirae Krawczyk [7],  Miyu Kato /  Aldila Sutjiadi [16]
- Orden de juego

| Partidos en los estadios principales                 | Partidos en los estadios principales     | Partidos en los estadios principales     | Partidos en los estadios principales     |
| Partidos en el Estadio Philippe Chatrier             | Partidos en el Estadio Philippe Chatrier | Partidos en el Estadio Philippe Chatrier | Partidos en el Estadio Philippe Chatrier |
| Evento                                               | Ganador                                  | Perdedor                                 | Resultado                                |
| ---------------------------------------------------- | ---------------------------------------- | ---------------------------------------- | ---------------------------------------- |
| Individual femenino - Primera ronda                  | Sofia Kenin [31]                         | Varvara Gracheva                         | 6-3, 6-1                                 |
| Individual femenino - Primera ronda                  | Cori Gauff [2]                           | Olivia Gadecki                           | 6-2, 6-2                                 |
| Individual masculino - Primera ronda                 | Novak Djokovic [6]                       | Mackenzie McDonald                       | 6-3, 6-3, 6-3                            |
| Individual masculino - Primera ronda                 | Gaël Monfils                             | Hugo Dellien                             | 4-6, 3-6, 6-1, 7-6(7-4), 6-1             |
| Partidos en el Estadio Suzanne Lenglen               |                                          |                                          |                                          |
| Evento                                               | Ganador                                  | Perdedor                                 | Resultado                                |
| Individual femenino - Primera ronda                  | Mirra Andreeva [6]                       | Cristina Bucșa                           | 6-4, 6-3                                 |
| Individual masculino - Primera ronda                 | Alexander Zverev [3]                     | Learner Tien                             | 6-3, 6-3, 6-4                            |
| Individual femenino - Primera ronda                  | Jessica Pegula [3]                       | Anca Todoni                              | 6-2, 6-4                                 |
| Individual masculino - Primera ronda                 | Jack Draper [5]                          | Mattia Bellucci                          | 3-6, 6-1, 6-4, 6-2                       |
| Partidos en el Estadio Simonne Mathieu               |                                          |                                          |                                          |
| Evento                                               | Ganador                                  | Perdedor                                 | Resultado                                |
| Individual masculino - Primera ronda                 | Cameron Norrie                           | Daniil Medvédev [11]                     | 7-5, 6-3, 4-6, 1-6, 7-5                  |
| Individual femenino - Primera ronda                  | Magdalena Fręch [25]                     | Ons Jabeur                               | 7-6(7-4), 6-0                            |
| Individual masculino - Primera ronda                 | Corentin Moutet                          | Clément Tabur [Q]                        | 6-3, 7-6(8-6), 6-3                       |
| Individual femenino - Primera ronda                  | Alycia Parks                             | Karolína Muchová [14]                    | 6-3, 2-6, 6-1                            |
| Fondo de color indica un partido de la rama femenina |                                          |                                          |                                          |

### Día 4 (28 de mayo)
- Cabezas de serie eliminados:
  - Individual masculino:  Casper Ruud [7],  Stefanos Tsitsipas [20],  Giovanni Mpetshi Perricard [31]
  - Individual femenino:  Diana Shnaider [11],  Donna Vekić [18]
  - Dobles femenino:  Sofia Kenin /  Lyudmyla Kichenok [8]
  - Dobles mixto:  Asia Muhammad /  Andrés Molteni [7]
- Orden de juego

| Partidos en los estadios principales                 | Partidos en los estadios principales     | Partidos en los estadios principales     | Partidos en los estadios principales     |
| Partidos en el Estadio Philippe Chatrier             | Partidos en el Estadio Philippe Chatrier | Partidos en el Estadio Philippe Chatrier | Partidos en el Estadio Philippe Chatrier |
| Evento                                               | Ganador                                  | Perdedor                                 | Resultado                                |
| ---------------------------------------------------- | ---------------------------------------- | ---------------------------------------- | ---------------------------------------- |
| Individual femenino - Segunda ronda                  | Jasmine Paolini [4]                      | Ajla Tomljanović                         | 6-3, 6-3                                 |
| Individual masculino - Segunda ronda                 | Carlos Alcaraz [2]                       | Fábián Marozsán                          | 6-1, 4-6, 6-1, 6-2                       |
| Individual femenino - Segunda ronda                  | Iga Świątek [5]                          | Emma Raducanu                            | 6-1, 6-2                                 |
| Individual masculino - Segunda ronda                 | Holger Rune [10]                         | Emilio Nava [WC]                         | 6-3, 7-6(7-5), 6-3                       |
| Partidos en el Estadio Suzanne Lenglen               |                                          |                                          |                                          |
| Evento                                               | Ganador                                  | Perdedor                                 | Resultado                                |
| Individual femenino - Segunda ronda                  | Qinwen Zheng [8]                         | Emiliana Arango                          | 6-2, 6-3                                 |
| Individual masculino - Segunda ronda                 | Nuno Borges                              | Casper Ruud [7]                          | 2-6, 6-4, 6-1, 6-0                       |
| Individual masculino - Segunda ronda                 | Damir Džumhur                            | Giovanni Mpetshi Perricard [31]          | 7-6(7-4), 6-3, 4-6, 6-4                  |
| Individual femenino - Segunda ronda                  | Aryna Sabalenka [1]                      | Jil Teichmann                            | 6-3, 6-1                                 |
| Partidos en el Estadio Simonne Mathieu               |                                          |                                          |                                          |
| Evento                                               | Ganador                                  | Perdedor                                 | Resultado                                |
| Individual masculino - Segunda ronda                 | Lorenzo Musetti [8]                      | Daniel Elahi Galán [LL]                  | 6-4, 6-0, 6-4                            |
| Individual femenino - Segunda ronda                  | Elina Svitolina [13]                     | Anna Bondár                              | 7-6(7-4), 7-5                            |
| Individual masculino - Segunda ronda                 | Matteo Gigante [Q]                       | Stefanos Tsitsipas [20]                  | 6-4, 5-7, 6-2, 6-4                       |
| Individual femenino - Segunda ronda                  | Elena Rybakina [12]                      | Iva Jovic [WC]                           | 6-3, 6-3                                 |
| Fondo de color indica un partido de la rama femenina |                                          |                                          |                                          |

### Día 5 (29 de mayo)
- Cabezas de serie eliminados:
  - Individual masculino:  Álex de Miñaur [9],  Jakub Mensik [19],  Ugo Humbert [22],  Alejandro Davidovich [26],  Denis Shapovalov [27]
  - Individual femenino:  Barbora Krejčíková [15],  Magdalena Fręch [25]
  - Dobles masculino:  Máximo González /  Andrés Molteni [10],  Jamie Murray /  Rajeev Ram [14]
  - Dobles femenino:  Irina Khromacheva /  Fanny Stollár [11]
- Orden de juego

| Partidos en los estadios principales                 | Partidos en los estadios principales     | Partidos en los estadios principales     | Partidos en los estadios principales     |
| Partidos en el Estadio Philippe Chatrier             | Partidos en el Estadio Philippe Chatrier | Partidos en el Estadio Philippe Chatrier | Partidos en el Estadio Philippe Chatrier |
| Evento                                               | Ganador                                  | Perdedor                                 | Resultado                                |
| ---------------------------------------------------- | ---------------------------------------- | ---------------------------------------- | ---------------------------------------- |
| Individual femenino - Segunda ronda                  | Jessica Pegula [3]                       | Ann Li                                   | 6-3, 7-6(7-3)                            |
| Individual masculino - Segunda ronda                 | Jannik Sinner [1]                        | Richard Gasquet [WC]                     | 6-3, 6-0, 6-4                            |
| Individual femenino - Segunda ronda                  | Madison Keys [7]                         | Katie Boulter                            | 6-1, 6-3                                 |
| Individual masculino - Segunda ronda                 | Jack Draper [5]                          | Gaël Monfils                             | 6-3, 4-6, 6-3, 7-5                       |
| Partidos en el Estadio Suzanne Lenglen               |                                          |                                          |                                          |
| Evento                                               | Ganador                                  | Perdedor                                 | Resultado                                |
| Individual masculino - Segunda ronda                 | Arthur Fils [14]                         | Jaume Munar                              | 7-6(7-3), 7-6(7-4), 2-6, 0-6, 6-4        |
| Individual femenino - Segunda ronda                  | Cori Gauff [2]                           | Tereza Valentová [Q]                     | 6-2, 6-4                                 |
| Individual masculino - Segunda ronda                 | Novak Djokovic [6]                       | Corentin Moutet                          | 6-3, 6-2, 7-6(7-1)                       |
| Individual femenino - Segunda ronda                  | Daria Kasatkina [17]                     | Leolia Jeanjean [WC]                     | 6-4, 6-2                                 |
| Partidos en el Estadio Simonne Mathieu               |                                          |                                          |                                          |
| Evento                                               | Ganador                                  | Perdedor                                 | Resultado                                |
| Individual femenino - Segunda ronda                  | Mirra Andreeva [6]                       | Ashlyn Krueger                           | 6-3, 6-4                                 |
| Individual masculino - Segunda ronda                 | Alexander Zverev [3]                     | Jesper de Jong                           | 3-6, 6-1, 6-2, 6-3                       |
| Individual femenino - Segunda ronda                  | Paula Badosa [10]                        | Elena-Gabriela Ruse                      | 3-6, 6-4, 6-4                            |
| Individual masculino - Segunda ronda                 | Jacob Fearnley                           | Ugo Humbert [22]                         | 6-3, 4-4, ret.                           |
| Fondo de color indica un partido de la rama femenina |                                          |                                          |                                          |

### Día 6 (30 de mayo)
- Cabezas de serie eliminados:
  - Individual masculino:  Sebastian Korda [23],  Karen Khachanov [24]
  - Individual femenino:  Jeļena Ostapenko [21],  Clara Tauson [22]
  - Dobles masculino:  Nikola Mektić /  Michael Venus [7],  Sadio Doumbia /  Fabien Reboul [13]
  - Dobles mixto:  Kateřina Siniaková /  Rajeev Ram [8]
- Orden de juego

| Partidos en los estadios principales                 | Partidos en los estadios principales     | Partidos en los estadios principales     | Partidos en los estadios principales     |
| Partidos en el Estadio Philippe Chatrier             | Partidos en el Estadio Philippe Chatrier | Partidos en el Estadio Philippe Chatrier | Partidos en el Estadio Philippe Chatrier |
| Evento                                               | Ganador                                  | Perdedor                                 | Resultado                                |
| ---------------------------------------------------- | ---------------------------------------- | ---------------------------------------- | ---------------------------------------- |
| Individual femenino - Tercera ronda                  | Aryna Sabalenka [1]                      | Olga Danilović [Q]                       | 6-2, 6-3                                 |
| Individual masculino - Tercera ronda                 | Holger Rune [10]                         | Quentin Halys                            | 4-6, 6-2, 5-7, 7-5, 6-2                  |
| Individual femenino - Tercera ronda                  | Jasmine Paolini [4]                      | Yuliia Starodubtseva [LL]                | 6-4, 6-1                                 |
| Individual masculino - Tercera ronda                 | Carlos Alcaraz [2]                       | Damir Džumhur                            | 6-1, 6-3, 4-6, 6-4                       |
| Partidos en el Estadio Suzanne Lenglen               |                                          |                                          |                                          |
| Evento                                               | Ganador                                  | Perdedor                                 | Resultado                                |
| Individual masculino - Tercera ronda                 | Lorenzo Musetti [8]                      | Mariano Navone                           | 4-6, 6-4, 6-3, 6-2                       |
| Individual femenino - Tercera ronda                  | Iga Świątek [5]                          | Jaqueline Cristian                       | 6-2, 7-5                                 |
| Individual femenino - Tercera ronda                  | Elena Rybakina [12]                      | Jeļena Ostapenko [21]                    | 6-2, 6-2                                 |
| Individual masculino - Tercera ronda                 | Frances Tiafoe [15]                      | Sebastian Korda [23]                     | 7-6(8-6), 6-3, 6-4                       |
| Partidos en el Estadio Simonne Mathieu               |                                          |                                          |                                          |
| Evento                                               | Ganador                                  | Perdedor                                 | Resultado                                |
| Individual femenino - Tercera ronda                  | Qinwen Zheng [8]                         | Victoria Mboko [Q]                       | 6-3, 6-4                                 |
| Individual masculino - Tercera ronda                 | Tommy Paul [12]                          | Karen Khachanov [24]                     | 6-3, 3-6, 7-6(9-7), 3-6, 6-3             |
| Individual masculino - Tercera ronda                 | Ben Shelton [13]                         | Matteo Gigante [Q]                       | 6-3, 6-3, 6-4                            |
| Individual femenino - Tercera ronda                  | Elina Svitolina [13]                     | Bernarda Pera                            | 7-6(7-4), 7-6(7-5)                       |
| Fondo de color indica un partido de la rama femenina |                                          |                                          |                                          |

### Día 7 (31 de mayo)
- Cabezas de serie eliminados:
  - Individual masculino:  Arthur Fils [14]
  - Individual femenino:  Paula Badosa [10],  Sofia Kenin [31],  Yulia Putintseva [32]
  - Dobles masculino:  Kevin Krawietz /  Tim Puetz [3],  André Göransson /  Sem Verbeek [12]
  - Dobles femenino:  Su-Wei Hsieh /  Jeļena Ostapenko [3],  Hao-ching Chan /  Giuliana Olmos [9],  Xinyu Jiang /  Fang-hsien Wu [10],  Nicole Melichar /  Liudmila Samsonova [15]
  - Dobles mixto:  Erin Routliffe /  Michael Venus [5],  Anna Danilina /  Harri Heliövaara [6]
- Orden de juego

| Partidos en los estadios principales                 | Partidos en los estadios principales     | Partidos en los estadios principales     | Partidos en los estadios principales     |
| Partidos en el Estadio Philippe Chatrier             | Partidos en el Estadio Philippe Chatrier | Partidos en el Estadio Philippe Chatrier | Partidos en el Estadio Philippe Chatrier |
| Evento                                               | Ganador                                  | Perdedor                                 | Resultado                                |
| ---------------------------------------------------- | ---------------------------------------- | ---------------------------------------- | ---------------------------------------- |
| Individual femenino - Tercera ronda                  | Jessica Pegula [3]                       | Markéta Vondroušová                      | 3-6, 6-4, 6-2                            |
| Individual masculino - Tercera ronda                 | Alexander Zverev [3]                     | Flavio Cobolli                           | 6-2, 7-6(7-4), 6-1                       |
| Individual femenino - Tercera ronda                  | Cori Gauff [2]                           | Marie Bouzková                           | 6-1, 7-6(7-3)                            |
| Individual masculino - Tercera ronda                 | Novak Djokovic [6]                       | Filip Misolic [Q]                        | 6-3, 6-4, 6-2                            |
| Partidos en el Estadio Suzanne Lenglen               |                                          |                                          |                                          |
| Evento                                               | Ganador                                  | Perdedor                                 | Resultado                                |
| Individual femenino - Tercera ronda                  | Mirra Andreeva [6]                       | Yulia Putintseva [32]                    | 6-3, 6-1                                 |
| Individual masculino - Tercera ronda                 | Jannik Sinner [1]                        | Jiří Lehečka                             | 6-0, 6-1, 6-2                            |
| Individual masculino - Tercera ronda                 | Jack Draper [5]                          | João Fonseca                             | 6-2, 6-4, 6-2                            |
| Individual femenino - Tercera ronda                  | Madison Keys [7]                         | Sofia Kenin [31]                         | 4-6, 6-3, 7-5                            |
| Partidos en el Estadio Simonne Mathieu               |                                          |                                          |                                          |
| Evento                                               | Ganador                                  | Perdedor                                 | Resultado                                |
| Individual femenino - Tercera ronda                  | Daria Kasatkina [17]                     | Paula Badosa [10]                        | 6-1, 7-5                                 |
| Individual femenino - Tercera ronda                  | Loïs Boisson [WC]                        | Elsa Jacquemot [WC]                      | 6-3, 0-6, 7-5                            |
| Individual masculino - Tercera ronda                 | Aleksandr Búblik                         | Henrique Rocha [Q]                       | 7-5, 6-1, 6-2                            |
| Individual masculino - Tercera ronda                 | Cameron Norrie                           | Jacob Fearnley                           | 6-3, 7-6(7-1), 6-2                       |
| Fondo de color indica un partido de la rama femenina |                                          |                                          |                                          |

### Día 8 (1 de junio)
- Cabezas de serie eliminados:
  - Individual masculino:  Holger Rune [10],  Ben Shelton [13],  Alexei Popyrin [25]
  - Individual femenino:  Jasmine Paolini [4],  Elena Rybakina [12],  Amanda Anisimova [16],  Liudmila Samsonova [19]
  - Dobles femenino:  Tereza Mihalíková /  Olivia Nicholls [12]
- Orden de juego

| Partidos en los estadios principales                 | Partidos en los estadios principales       | Partidos en los estadios principales     | Partidos en los estadios principales     |
| Partidos en el Estadio Philippe Chatrier             | Partidos en el Estadio Philippe Chatrier   | Partidos en el Estadio Philippe Chatrier | Partidos en el Estadio Philippe Chatrier |
| Evento                                               | Ganador                                    | Perdedor                                 | Resultado                                |
| ---------------------------------------------------- | ------------------------------------------ | ---------------------------------------- | ---------------------------------------- |
| Individual femenino - Cuarta ronda                   | Elina Svitolina [13]                       | Jasmine Paolini [4]                      | 4-6, 7-6(8-6), 6-1                       |
| Individual femenino - Cuarta ronda                   | Iga Świątek [5]                            | Elena Rybakina [12]                      | 1-6, 6-3, 7-5                            |
| Individual masculino - Cuarta ronda                  | Carlos Alcaraz [2]                         | Ben Shelton [13]                         | 7-6(10-8), 6-3, 4-6, 6-4                 |
| Individual masculino - Cuarta ronda                  | Lorenzo Musetti [8]                        | Holger Rune [10]                         | 7-5, 3-6, 6-3, 6-2                       |
| Partidos en el Estadio Suzanne Lenglen               |                                            |                                          |                                          |
| Evento                                               | Ganador                                    | Perdedor                                 | Resultado                                |
| Individual masculino - Cuarta ronda                  | Tommy Paul [12]                            | Alexei Popyrin [25]                      | 6-3, 6-3, 6-3                            |
| Individual femenino - Cuarta ronda                   | Qinwen Zheng [8]                           | Liudmila Samsonova [19]                  | 7-6(7-5), 1-6, 6-3                       |
| Individual femenino - Cuarta ronda                   | Aryna Sabalenka [1]                        | Amanda Anisimova [16]                    | 7-5, 6-3                                 |
| Individual masculino - Cuarta ronda                  | Frances Tiafoe [15]                        | Daniel Altmaier                          | 6-3, 6-4, 7-6(7-4)                       |
| Partidos en el Estadio Simonne Mathieu               |                                            |                                          |                                          |
| Evento                                               | Ganador                                    | Perdedor                                 | Resultado                                |
| Dobles masculino - Tercera ronda                     | Marcel Granollers [5] Horacio Zeballos [5] | Santiago González Austin Krajicek        | 6-2, 6-1                                 |
| Dobles femenino - Tercera ronda                      | Mirra Andreeva [4] Diana Shnaider [4]      | Caroline Garcia [WC] Diane Parry [WC]    | 6-0, 7-5                                 |
| Dobles masculino - Tercera ronda                     | Ivan Dodig Orlando Luz                     | Fernando Romboli John-Patrick Smith      | 4-6, 7-6(7-5), 6-4                       |
| Dobles mixto - Segunda ronda                         | Laura Siegemund Édouard Roger-Vasselin     | Nicole Melichar Christian Harrison       | 3-6, 6-4, [10-8]                         |
| Fondo de color indica un partido de la rama femenina |                                            |                                          |                                          |

### Día 9 (2 de junio)
- Cabezas de serie eliminados:
  - Individual masculino:  Jack Draper [5],  Andrey Rublev [17]
  - Individual femenino:  Jessica Pegula [3],  Daria Kasatkina [17],  Ekaterina Alexandrova [20]
  - Dobles masculino:  Marcelo Arévalo /  Mate Pavić [1],  Simone Bolelli /  Andrea Vavassori [4],  Julian Cash /  Lloyd Glasspool [6]
  - Dobles femenino:  Asia Muhammad /  Demi Schuurs [5],  Beatriz Haddad Maia /  Laura Siegemund [13],  Tímea Babos /  Luisa Stefani [14]
- Orden de juego

| Partidos en los estadios principales                 | Partidos en los estadios principales       | Partidos en los estadios principales          | Partidos en los estadios principales     |
| Partidos en el Estadio Philippe Chatrier             | Partidos en el Estadio Philippe Chatrier   | Partidos en el Estadio Philippe Chatrier      | Partidos en el Estadio Philippe Chatrier |
| Evento                                               | Ganador                                    | Perdedor                                      | Resultado                                |
| ---------------------------------------------------- | ------------------------------------------ | --------------------------------------------- | ---------------------------------------- |
| Individual femenino - Cuarta ronda                   | Cori Gauff [2]                             | Ekaterina Alexandrova [20]                    | 6-0, 7-5                                 |
| Individual femenino - Cuarta ronda                   | Loïs Boisson [WC]                          | Jessica Pegula [3]                            | 3-6, 6-4, 6-4                            |
| Individual masculino - Cuarta ronda                  | Novak Djokovic [6]                         | Cameron Norrie                                | 6-2, 6-3, 6-2                            |
| Individual masculino - Cuarta ronda                  | Jannik Sinner [1]                          | Andrey Rublev [17]                            | 6-1, 6-3, 6-4                            |
| Partidos en el Estadio Suzanne Lenglen               |                                            |                                               |                                          |
| Evento                                               | Ganador                                    | Perdedor                                      | Resultado                                |
| Individual femenino - Cuarta ronda                   | Mirra Andreeva [6]                         | Daria Kasatkina [17]                          | 6-3, 7-5                                 |
| Individual masculino - Cuarta ronda                  | Alexander Zverev [3]                       | Tallon Griekspoor                             | 6-4, 3-0, ret.                           |
| Individual femenino - Cuarta ronda                   | Madison Keys [7]                           | Hailey Baptiste                               | 6-3, 7-5                                 |
| Individual masculino - Cuarta ronda                  | Aleksandr Búblik                           | Jack Draper [5]                               | 5-7, 6-3, 6-2, 6-4                       |
| Partidos en el Estadio Simonne Mathieu               |                                            |                                               |                                          |
| Evento                                               | Ganador                                    | Perdedor                                      | Resultado                                |
| Dobles masculino - Tercera ronda                     | Joe Salisbury [8] Neal Skupski [8]         | Nuno Borges Arthur Rinderknech                | 7-6(7-5), 6-4                            |
| Dobles femenino - Tercera ronda                      | Sara Errani [2] Jasmine Paolini [2]        | Beatriz Haddad Maia [13] Laura Siegemund [13] | 6-4, 6-3                                 |
| Dobles masculino - Tercera ronda                     | Hugo Nys [16] Édouard Roger-Vasselin [16]  | Marcelo Arévalo [1] Mate Pavić [1]            | 1-6, 6-1, 6-4                            |
| Dobles femenino - Tercera ronda                      | Kateřina Siniaková [1] Taylor Townsend [1] | Tímea Babos [14] Luisa Stefani [14]           | 6-7(6-8), 6-3, 6-4                       |
| Dobles femenino - Tercera ronda                      | Anna Danilina Aleksandra Krunić            | Asia Muhammad [5] Demi Schuurs [5]            | 6-4, 6-0                                 |
| Fondo de color indica un partido de la rama femenina |                                            |                                               |                                          |

### Día 10 (3 de junio)
- Cabezas de serie eliminados:
  - Individual masculino:  Tommy Paul [12],  Frances Tiafoe [15]
  - Individual femenino:  Qinwen Zheng [8],  Elina Svitolina [13]
  - Dobles masculino:  Harri Heliövaara /  Henry Patten [2],  Matthew Ebden /  John Peers [15]
  - Dobles femenino:  Veronika Kudermetova /  Elise Mertens [6]
  - Dobles mixto:  Lyudmyla Kichenok /  Mate Pavić [1]
- Orden de juego

| Partidos en los estadios principales                 | Partidos en los estadios principales     | Partidos en los estadios principales       | Partidos en los estadios principales     |
| Partidos en el Estadio Philippe Chatrier             | Partidos en el Estadio Philippe Chatrier | Partidos en el Estadio Philippe Chatrier   | Partidos en el Estadio Philippe Chatrier |
| Evento                                               | Ganador                                  | Perdedor                                   | Resultado                                |
| ---------------------------------------------------- | ---------------------------------------- | ------------------------------------------ | ---------------------------------------- |
| Individual femenino - Cuartos de final               | Aryna Sabalenka [1]                      | Qinwen Zheng [8]                           | 7-6(7-3), 6-3                            |
| Individual femenino - Cuartos de final               | Iga Świątek [5]                          | Elina Svitolina [13]                       | 6-1, 7-5                                 |
| Individual masculino - Cuartos de final              | Lorenzo Musetti [8]                      | Frances Tiafoe [15]                        | 6-2, 4-6, 7-5, 6-2                       |
| Individual masculino - Cuartos de final              | Carlos Alcaraz [2]                       | Tommy Paul [12]                            | 6-0, 6-1, 6-4                            |
| Partidos en el Estadio Suzanne Lenglen               |                                          |                                            |                                          |
| Evento                                               | Ganador                                  | Perdedor                                   | Resultado                                |
| Dobles femenino - Cuartos de final                   | Sara Errani [2] Jasmine Paolini [2]      | Veronika Kudermetova [6] Elise Mertens [6] | 6-2, 6-3                                 |
| Dobles femenino - Cuartos de final                   | Mirra Andreeva [4] Diana Shnaider [4]    | Olga Danilović Anastasia Potapova          | 6-3, 7-5                                 |
| Dobles mixto - Cuartos de final                      | Desirae Krawczyk Neal Skupski            | Lyudmyla Kichenok [1] Mate Pavić [1]       | 6-3, 6-4                                 |
| Partidos en el Estadio Simonne Mathieu               |                                          |                                            |                                          |
| Evento                                               | Ganador                                  | Perdedor                                   | Resultado                                |
| Dobles masculino - Cuartos de final                  | Christian Harrison [9] Evan King [9]     | Harri Heliövaara [2] Henry Patten [2]      | 6-3, 6-4                                 |
| Dobles masculino - Cuartos de final                  | Joe Salisbury [8] Neal Skupski [8]       | Matthew Ebden [15] John Peers [15]         | 6-7(4-7), 6-4, 6-4                       |
| Dobles mixto - Cuartos de final                      | Taylor Townsend [4] Evan King [4]        | Laura Siegemund Édouard Roger-Vasselin     | 6-3, 6-4                                 |
| Fondo de color indica un partido de la rama femenina |                                          |                                            |                                          |

### Día 11 (4 de junio)
- Cabezas de serie eliminados:
  - Individual masculino:  Alexander Zverev [3]
  - Individual femenino:  Mirra Andreeva [6],  Madison Keys [7]
  - Dobles femenino:  Kateřina Siniaková /  Taylor Townsend [1]
  - Dobles mixto:  Shuai Zhang /  Marcelo Arévalo [2]
- Orden de juego

| Partidos en los estadios principales                 | Partidos en los estadios principales       | Partidos en los estadios principales       | Partidos en los estadios principales     |
| Partidos en el Estadio Philippe Chatrier             | Partidos en el Estadio Philippe Chatrier   | Partidos en el Estadio Philippe Chatrier   | Partidos en el Estadio Philippe Chatrier |
| Evento                                               | Ganador                                    | Perdedor                                   | Resultado                                |
| ---------------------------------------------------- | ------------------------------------------ | ------------------------------------------ | ---------------------------------------- |
| Individual femenino - Cuartos de final               | Cori Gauff [2]                             | Madison Keys [7]                           | 6-7(6-8), 6-4, 6-1                       |
| Individual femenino - Cuartos de final               | Loïs Boisson [WC]                          | Mirra Andreeva [6]                         | 7-6(8-6), 6-3                            |
| Individual masculino - Cuartos de final              | Jannik Sinner [1]                          | Aleksandr Búblik                           | 6-1, 7-5, 6-0                            |
| Individual masculino - Cuartos de final              | Novak Djokovic [6]                         | Alexander Zverev [3]                       | 4-6, 6-3, 6-2, 6-4                       |
| Partidos en el Estadio Suzanne Lenglen               |                                            |                                            |                                          |
| Evento                                               | Ganador                                    | Perdedor                                   | Resultado                                |
| Leyendas - Dobles femenino                           | Tatiana Golovin Pauline Parmentier         | Daniela Hantuchová Flavia Pennetta         | 7-5, 6-4                                 |
| Dobles femenino - Cuartos de final                   | Anna Danilina Aleksandra Krunić            | Kateřina Siniaková [1] Taylor Townsend [1] | 7-5, 4-6, 6-2                            |
| Dobles masculino - Cuartos de final                  | Hugo Nys [16] Édouard Roger-Vasselin [16]  | Sander Arends Luke Johnson                 | 6-4, 3-6, 6-2                            |
| Leyendas - Dobles masculino                          | Guy Forget Michaël Llodra                  | Henri Leconte Jo-Wilfried Tsonga           | 6-2, 7-6(7-4)                            |
| Leyendas - Dobles mixto                              | Kim Clijsters Mansour Bahrami              | Anett Kontaveit Cédric Pioline             | 6-3, 6-4                                 |
| Partidos en el Estadio Simonne Mathieu               |                                            |                                            |                                          |
| Evento                                               | Ganador                                    | Perdedor                                   | Resultado                                |
| Dobles femenino - Cuartos de final                   | Ulrike Eikkeri Eri Hozumi                  | Irina-Camelia Begu Yanina Wickmayer        | 6-4, 6-3                                 |
| Dobles masculino - Cuartos de final                  | Marcel Granollers [5] Horacio Zeballos [5] | Ivan Dodig Orlando Luz                     | 6-2, 7-6(7-4)                            |
| Dobles mixto - Semifinales                           | Sara Errani [3] Andrea Vavassori [3]       | Shuai Zhang [2] Marcelo Arévalo [2]        | 6-2, 6-3                                 |
| Dobles mixto - Semifinales                           | Taylor Townsend [4] Evan King [4]          | Desirae Krawczyk Neal Skupski              | 3-6, 7-6(7-2), [12-10]                   |
| Fondo de color indica un partido de la rama femenina |                                            |                                            |                                          |

### Día 12 (5 de junio)
- Cabezas de serie eliminados:
  - Individual femenino:  Iga Świątek [5]
  - Dobles masculino:  Hugo Nys /  Édouard Roger-Vasselin [16]
  - Dobles mixto:  Taylor Townsend /  Evan King [4]
- Orden de juego

| Partidos en los estadios principales                 | Partidos en los estadios principales       | Partidos en los estadios principales      | Partidos en los estadios principales     |
| Partidos en el Estadio Philippe Chatrier             | Partidos en el Estadio Philippe Chatrier   | Partidos en el Estadio Philippe Chatrier  | Partidos en el Estadio Philippe Chatrier |
| Evento                                               | Ganador                                    | Perdedor                                  | Resultado                                |
| ---------------------------------------------------- | ------------------------------------------ | ----------------------------------------- | ---------------------------------------- |
| Dobles mixto - Final                                 | Sara Errani [3] Andrea Vavassori [3]       | Taylor Townsend [4] Evan King [4]         | 6-4, 6-2                                 |
| Individual femenino - Semifinales                    | Aryna Sabalenka [1]                        | Iga Świątek [5]                           | 7-6(7-1), 4-6, 6-0                       |
| Individual femenino - Semifinales                    | Cori Gauff [2]                             | Loïs Boisson [WC]                         | 6-1, 6-2                                 |
| Partidos en el Estadio Suzanne Lenglen               |                                            |                                           |                                          |
| Evento                                               | Ganador                                    | Perdedor                                  | Resultado                                |
| Dobles masculino - Semifinales                       | Marcel Granollers [5] Horacio Zeballos [5] | Hugo Nys [16] Édouard Roger-Vasselin [16] | 6-7(5-7), 6-3, 6-4                       |
| Fondo de color indica un partido de la rama femenina |                                            |                                           |                                          |

### Día 13 (6 de junio)
- Cabezas de serie eliminados:
  - Individual masculino:  Novak Djokovic [6],  Lorenzo Musetti [8]
  - Dobles masculino:  Christian Harrison /  Evan King [9]
  - Dobles femenino:  Mirra Andreeva /  Diana Shnaider [4]
- Orden de juego

| Partidos en los estadios principales                 | Partidos en los estadios principales     | Partidos en los estadios principales     | Partidos en los estadios principales     |
| Partidos en el Estadio Philippe Chatrier             | Partidos en el Estadio Philippe Chatrier | Partidos en el Estadio Philippe Chatrier | Partidos en el Estadio Philippe Chatrier |
| Evento                                               | Ganador                                  | Perdedor                                 | Resultado                                |
| ---------------------------------------------------- | ---------------------------------------- | ---------------------------------------- | ---------------------------------------- |
| Individual masculino - Semifinales                   | Carlos Alcaraz [2]                       | Lorenzo Musetti [8]                      | 4-6, 7-6(7-3), 6-0, 2-0, ret.            |
| Individual masculino - Semifinales                   | Jannik Sinner [1]                        | Novak Djokovic [6]                       | 6-4, 7-5, 7-6(7-3)                       |
| Partidos en el Estadio Suzanne Lenglen               |                                          |                                          |                                          |
| Evento                                               | Ganador                                  | Perdedor                                 | Resultado                                |
| Dobles masculino - Semifinales                       | Joe Salisbury [8] Neal Skupski [8]       | Christian Harrison [9] Evan King [9]     | 6-7(5-7), 6-3, 7-6(10-7)                 |
| Partidos en el Estadio Simonne Mathieu               |                                          |                                          |                                          |
| Evento                                               | Ganador                                  | Perdedor                                 | Resultado                                |
| Dobles femenino - Semifinales                        | Anna Danilina Aleksandra Krunić          | Ulrike Eikkeri Eri Hozumi                | 6-7(5-7), 6-3, 7-5                       |
| Dobles femenino - Semifinales                        | Sara Errani [2] Jasmine Paolini [2]      | Mirra Andreeva [4] Diana Shnaider [4]    | 6-0, 6-1                                 |
| Fondo de color indica un partido de la rama femenina |                                          |                                          |                                          |

### Día 14 (7 de junio)
- Cabezas de serie eliminados:
  - Individual femenino:  Aryna Sabalenka [1]
  - Dobles masculino:  Joe Salisbury /  Neal Skupski [8]
- Orden de juego

| Partidos en los estadios principales                 | Partidos en los estadios principales       | Partidos en los estadios principales     | Partidos en los estadios principales     |
| Partidos en el Estadio Philippe Chatrier             | Partidos en el Estadio Philippe Chatrier   | Partidos en el Estadio Philippe Chatrier | Partidos en el Estadio Philippe Chatrier |
| Evento                                               | Ganador                                    | Perdedor                                 | Resultado                                |
| ---------------------------------------------------- | ------------------------------------------ | ---------------------------------------- | ---------------------------------------- |
| Individual femenino - Final                          | Cori Gauff [2]                             | Aryna Sabalenka [1]                      | 6-7(5-7), 6-2, 6-4                       |
| Dobles masculino - Final                             | Marcel Granollers [5] Horacio Zeballos [5] | Joe Salisbury [8] Neal Skupski [8]       | 6-0, 6-7(5-7), 7-5                       |
| Fondo de color indica un partido de la rama femenina |                                            |                                          |                                          |

### Día 15 (8 de junio)
- Cabezas de serie eliminados:
  - Individual masculino:  Jannik Sinner [1]
- Orden de juego

| Partidos en los estadios principales                 | Partidos en los estadios principales     | Partidos en los estadios principales     | Partidos en los estadios principales     |
| Partidos en el Estadio Philippe Chatrier             | Partidos en el Estadio Philippe Chatrier | Partidos en el Estadio Philippe Chatrier | Partidos en el Estadio Philippe Chatrier |
| Evento                                               | Ganador                                  | Perdedor                                 | Resultado                                |
| ---------------------------------------------------- | ---------------------------------------- | ---------------------------------------- | ---------------------------------------- |
| Dobles femenino - Final                              | Sara Errani [2] Jasmine Paolini [2]      | Anna Danilina Aleksandra Krunić          | 6-4, 2-6, 6-1                            |
| Individual masculino - Final                         | Carlos Alcaraz [2]                       | Jannik Sinner [1]                        | 4-6, 6-7(4-7), 6-4, 7-6(7-3), 7-6(10-2)  |
| Fondo de color indica un partido de la rama femenina |                                          |                                          |                                          |

## Cabezas de serie

### Individual masculino
| N° | Clasif | Jugador                    | Puntos | Puntos por defender | Puntos ganados | Nuevos puntos | Ronda hasta la que avanzó en el torneo               |
| -- | ------ | -------------------------- | ------ | ------------------- | -------------- | ------------- | ---------------------------------------------------- |
| 1  | 1      | Jannik Sinner              | 10 380 | 800                 | 1300           | 10 880        | Final, perdió ante Carlos Alcaraz [2]                |
| 2  | 2      | Carlos Alcaraz             | 8850   | 2000                | 2000           | 8850          | Campeón, venció a Jannik Sinner [1]                  |
| 3  | 3      | Alexander Zverev           | 7285   | 1300                | 400            | 6385          | Cuartos de final, perdió ante Novak Djokovic [6]     |
| 4  | 4      | Taylor Fritz               | 4675   | 200                 | 10             | 4485          | Primera ronda, perdió ante Daniel Altmaier           |
| 5  | 5      | Jack Draper                | 4610   | 10                  | 200            | 4800          | Cuarta ronda, perdió ante Aleksandr Búblik           |
| 6  | 6      | Novak Djokovic             | 4230   | 400                 | 800            | 4630          | Semifinales, perdió ante Jannik Sinner [1]           |
| 7  | 8      | Casper Ruud                | 3655   | 800                 | 50             | 2905          | Segunda ronda, perdió ante Nuno Borges               |
| 8  | 7      | Lorenzo Musetti            | 3860   | 100                 | 800            | 4560          | Semifinales, se retiró ante Carlos Alcaraz [2]       |
| 9  | 9      | Álex de Miñaur             | 3635   | 400                 | 50             | 3285          | Segunda ronda, perdió ante Aleksandr Búblik          |
| 10 | 10     | Holger Rune                | 3440   | 200                 | 200            | 3440          | Cuarta ronda, perdió ante Lorenzo Musetti [8]        |
| 11 | 11     | Daniil Medvédev            | 3290   | 200                 | 10             | 3100          | Primera ronda, perdió ante Cameron Norrie            |
| 12 | 12     | Tommy Paul                 | 3210   | 100                 | 400            | 3510          | Cuartos de final, perdió ante Carlos Alcaraz [2]     |
| 13 | 13     | Ben Shelton                | 2980   | 100                 | 200            | 3080          | Cuarta ronda, perdió ante Carlos Alcaraz [2]         |
| 14 | 14     | Arthur Fils                | 2845   | 10                  | 100            | 2935          | Tercera ronda, se retiró ante Andrey Rublev [17]     |
| 15 | 16     | Frances Tiafoe             | 2665   | 50                  | 400            | 3015          | Cuartos de final, perdió ante Lorenzo Musetti [8]    |
| 16 | 17     | Grigor Dimitrov            | 2595   | 400                 | 10             | 2205          | Primera ronda, se retiró ante Ethan Quinn [Q]        |
| 17 | 15     | Andrey Rublev              | 2820   | 100                 | 200            | 2920          | Cuarta ronda, perdió ante Jannik Sinner [1]          |
| 18 | 18     | Francisco Cerúndolo        | 2475   | 200                 | 10             | 2285          | Primera ronda, perdió ante Gabriel Diallo            |
| 19 | 19     | Jakub Mensik               | 2272   | 0                   | 50             | 2322          | Segunda ronda, perdió ante Henrique Rocha [Q]        |
| 20 | 20     | Stefanos Tsitsipas         | 2270   | 400                 | 50             | 1920          | Segunda ronda, perdió ante Matteo Gigante [Q]        |
| 21 | 22     | Tomáš Macháč               | 2110   | 100                 | 10             | 2020          | Primera ronda, se retiró ante Quentin Halys          |
| 22 | 21     | Ugo Humbert                | 2155   | 10                  | 50             | 2195          | Segunda ronda, se retiró ante Jacob Fearnley         |
| 23 | 23     | Sebastian Korda            | 2020   | 100                 | 100            | 2020          | Tercera ronda, perdió ante Frances Tiafoe [15]       |
| 24 | 24     | Karen Khachanov            | 1960   | 50                  | 100            | 2010          | Tercera ronda, perdió ante Tommy Paul [12]           |
| 25 | 25     | Alexei Popyrin             | 1950   | 10                  | 200            | 2140          | Cuarta ronda, perdió ante Tommy Paul [12]            |
| 26 | 29     | Alejandro Davidovich       | 1770   | 50                  | 50             | 1770          | Segunda ronda, perdió ante Jiří Lehečka              |
| 27 | 31     | Denis Shapovalov           | 1701   | 100                 | 50             | 1651          | Segunda ronda, perdió ante Filip Misolic [Q]         |
| 28 | 32     | Brandon Nakashima          | 1690   | 50                  | 10             | 1650          | Primera ronda, perdió ante Mariano Navone            |
| 29 | 27     | Félix Auger-Aliassime      | 1875   | 200                 | 10             | 1685          | Primera ronda, perdió ante Matteo Arnaldi            |
| 30 | 28     | Hubert Hurkacz             | 1830   | 200                 | 10             | 1640          | Primera ronda, perdió ante João Fonseca              |
| 31 | 37     | Giovanni Mpetshi Perricard | 1414   | 0                   | 50             | 1464          | Segunda ronda, perdió ante Damir Džumhur             |
| 32 | 33     | Alex Michelsen             | 1550   | 10                  | 10             | 1550          | Primera ronda, perdió ante Juan Manuel Cerúndolo [Q] |

#### Bajas masculinas notables
| Clasif | Jugador           | Puntos | Puntos por defender | Puntos ganados | Nuevos puntos | Motivo                |
| ------ | ----------------- | ------ | ------------------- | -------------- | ------------- | --------------------- |
| 30     | Matteo Berrettini | 1720   | 0                   | 0              | 1720          | Lesión en el abdomen. |

### Individual femenino
| N° | Clasif | Jugador               | Puntos | Puntos por defender | Puntos ganados | Nuevos puntos | Ronda hasta la que avanzó en el torneo            |
| -- | ------ | --------------------- | ------ | ------------------- | -------------- | ------------- | ------------------------------------------------- |
| 1  | 1      | Aryna Sabalenka       | 10 683 | 430                 | 1300           | 11 553        | Final, perdió ante Cori Gauff [2]                 |
| 2  | 2      | Cori Gauff            | 6863   | 780                 | 2000           | 8083          | Campeona, venció a Aryna Sabalenka [1]            |
| 3  | 3      | Jessica Pegula        | 6243   | 0                   | 240            | 6483          | Cuarta ronda, perdió ante Loïs Boisson [WC]       |
| 4  | 4      | Jasmine Paolini       | 5865   | 1300                | 240            | 4805          | Cuarta ronda, perdió ante Elina Svitolina [13]    |
| 5  | 5      | Iga Świątek           | 5838   | 2000                | 780            | 4618          | Semifinales, perdió ante Aryna Sabalenka [1]      |
| 6  | 6      | Mirra Andreeva        | 4985   | 780                 | 430            | 4635          | Cuartos de final, perdió ante Loïs Boisson [WC]   |
| 7  | 8      | Madison Keys          | 4184   | 10                  | 430            | 4604          | Cuartos de final, perdió ante Cori Gauff [2]      |
| 8  | 7      | Qinwen Zheng          | 4368   | 130                 | 430            | 4668          | Cuartos de final, perdió ante Aryna Sabalenka [1] |
| 9  | 9      | Emma Navarro          | 3879   | 240                 | 10             | 3649          | Primera ronda, perdió ante Jéssica Bouzas         |
| 10 | 10     | Paula Badosa          | 3684   | 130                 | 130            | 3684          | Tercera ronda, perdió ante Daria Kasatkina [17]   |
| 11 | 12     | Diana Shnaider        | 3108   | 10                  | 70             | 3168          | Segunda ronda, perdió ante Dayana Yastremska      |
| 12 | 11     | Elena Rybakina        | 3548   | 430                 | 240            | 3358          | Cuarta ronda, perdió ante Iga Świątek [5]         |
| 13 | 14     | Elina Svitolina       | 2845   | 240                 | 430            | 3035          | Cuartos de final, perdió ante Iga Świątek [5]     |
| 14 | 13     | Karolína Muchová      | 2854   | 0                   | 10             | 2864          | Primera ronda, perdió ante Alycia Parks           |
| 15 | 15     | Barbora Krejčíková    | 2664   | 10                  | 70             | 2724          | Segunda ronda, perdió ante Veronika Kudermetova   |
| 16 | 16     | Amanda Anisimova      | 2634   | 70                  | 240            | 2804          | Cuarta ronda, perdió ante Aryna Sabalenka [1]     |
| 17 | 17     | Daria Kasatkina       | 2631   | 70                  | 240            | 2801          | Cuarta ronda, perdió ante Mirra Andreeva [6]      |
| 18 | 19     | Donna Vekić           | 2226   | 130                 | 70             | 2166          | Segunda ronda, perdió ante Bernarda Pera          |
| 19 | 18     | Liudmila Samsonova    | 2280   | 130                 | 240            | 2390          | Cuarta ronda, perdió ante Qinwen Zheng [8]        |
| 20 | 20     | Ekaterina Alexandrova | 2148   | 10                  | 240            | 2378          | Cuarta ronda, perdió ante Cori Gauff [2]          |
| 21 | 21     | Jeļena Ostapenko      | 2140   | 70                  | 130            | 2200          | Tercera ronda, perdió ante Elena Rybakina [12]    |
| 22 | 22     | Clara Tauson          | 2098   | 240                 | 130            | 1988          | Tercera ronda, perdió ante Amanda Anisimova [16]  |
| 23 | 23     | Beatriz Haddad Maia   | 2091   | 10                  | 10             | 2091          | Primera ronda, perdió ante Hailey Baptiste        |
| 24 | 24     | Elise Mertens         | 1886   | 130                 | 10             | 1746          | Primera ronda, perdió ante Loïs Boisson [WC]      |
| 25 | 26     | Magdalena Fręch       | 1755   | 10                  | 70             | 1815          | Segunda ronda, perdió ante Markéta Vondroušová    |
| 26 | 25     | Marta Kostyuk         | 1796   | 70                  | 10             | 1736          | Primera ronda, perdió ante Sára Bejlek [Q]        |
| 27 | 27     | Leylah Fernandez      | 1735   | 130                 | 10             | 1615          | Primera ronda, perdió ante Olga Danilović         |
| 28 | 33     | Peyton Stearns        | 1536   | 130                 | 10             | 1416          | Primera ronda, perdió ante Eva Lys                |
| 29 | 29     | Linda Nosková         | 1628   | 70                  | 10             | 1568          | Primera ronda, perdió ante Anastasia Potapova     |
| 30 | 28     | Anna Kalinskaya       | 1717   | 70                  | 10             | 1657          | Primera ronda, perdió ante Marie Bouzková         |
| 31 | 30     | Sofia Kenin           | 1618   | 130                 | 130            | 1618          | Tercera ronda, perdió ante Madison Keys [7]       |
| 32 | 31     | Yulia Putintseva      | 1615   | 70                  | 130            | 1675          | Tercera ronda, perdió ante Mirra Andreeva [6]     |

- Ranking del 19 de mayo de 2025.[11]

## Cabezas de serie dobles
| Jugadores          | Jugadores              | Clasif | N.º |
| ------------------ | ---------------------- | ------ | --- |
| Marcelo Arévalo    | Mate Pavić             | 2      | 1   |
| Harri Heliövaara   | Henry Patten           | 7      | 2   |
| Kevin Krawietz     | Tim Puetz              | 11     | 3   |
| Simone Bolelli     | Andrea Vavassori       | 17     | 4   |
| Marcel Granollers  | Horacio Zeballos       | 21     | 5   |
| Julian Cash        | Lloyd Glasspool        | 29     | 6   |
| Nikola Mektić      | Michael Venus          | 31     | 7   |
| Joe Salisbury      | Neal Skupski           | 36     | 8   |
| Christian Harrison | Evan King              | 37     | 9   |
| Máximo González    | Andrés Molteni         | 42     | 10  |
| Nathaniel Lammons  | Jackson Withrow        | 47     | 11  |
| André Göransson    | Sem Verbeek            | 55     | 12  |
| Sadio Doumbia      | Fabien Reboul          | 56     | 13  |
| Jamie Murray       | Rajeev Ram             | 58     | 14  |
| Matthew Ebden      | John Peers             | 66     | 15  |
| Hugo Nys           | Édouard Roger-Vasselin | 70     | 16  |

| Jugadoras            | Jugadoras          | Clasif | N.º |
| -------------------- | ------------------ | ------ | --- |
| Kateřina Siniaková   | Taylor Townsend    | 3      | 1   |
| Sara Errani          | Jasmine Paolini    | 12     | 2   |
| Su-Wei Hsieh         | Jeļena Ostapenko   | 17     | 3   |
| Mirra Andreeva       | Diana Shnaider     | 24     | 4   |
| Asia Muhammad        | Demi Schuurs       | 30     | 5   |
| Veronika Kudermetova | Elise Mertens      | 31     | 6   |
| Caroline Dolehide    | Desirae Krawczyk   | 41     | 7   |
| Sofia Kenin          | Lyudmyla Kichenok  | 47     | 8   |
| Hao-ching Chan       | Giuliana Olmos     | 55     | 9   |
| Xinyu Jiang          | Fang-hsien Wu      | 59     | 10  |
| Irina Khromacheva    | Fanny Stollár      | 66     | 11  |
| Tereza Mihalíková    | Olivia Nicholls    | 66     | 12  |
| Beatriz Haddad Maia  | Laura Siegemund    | 71     | 13  |
| Tímea Babos          | Luisa Stefani      | 72     | 14  |
| Nicole Melichar      | Liudmila Samsonova | 73     | 15  |
| Miyu Kato            | Aldila Sutjiadi    | 73     | 16  |

### Dobles mixto
| Jugadores          | Jugadores        | N.º |
| ------------------ | ---------------- | --- |
| Lyudmyla Kichenok  | Mate Pavić       | 1   |
| Shuai Zhang        | Marcelo Arévalo  | 2   |
| Sara Errani        | Andrea Vavassori | 3   |
| Taylor Townsend    | Evan King        | 4   |
| Erin Routliffe     | Michael Venus    | 5   |
| Anna Danilina      | Harri Heliövaara | 6   |
| Asia Muhammad      | Andrés Molteni   | 7   |
| Kateřina Siniaková | Rajeev Ram       | 8   |

## Invitados
| - Térence Atmane - Arthur Cazaux - Richard Gasquet - Pierre-Hugues Herbert - Valentin Royer - Emilio Nava - Tristan Schoolkate - Stan Wawrinka | - Destanee Aiava - Loïs Boisson - Elsa Jacquemot - Leolia Jeanjean - Iva Jovic - Chloé Paquet - Diane Parry - Tiantsoa Rakotomanga |

| - Grégoire Barrère / Adrian Mannarino - Geoffrey Blancaneaux / Valentin Royer - Ugo Blanchet / Kyrian Jacquet - Arthur Cazaux / Harold Mayot - Hugo Gaston / Corentin Moutet - Arthur Gea / Moïse Kouamé - Pierre-Hugues Herbert / Nicolas Mahut | - Julie Belgraver / Loïs Boisson - Estelle Cascino / Carole Monnet - Émeline Dartron / Tiantsoa Rakotomanga - Caroline Garcia / Diane Parry - Sarah Iliev / Emma Léné - Léolia Jeanjean / Jessika Ponchet - Elixane Lechemia / Harmony Tan |

### Dobles mixto
- Tessah Andrianjafitrimo /  Ugo Humbert
- Julie Belgraver /  Luca Sánchez
- Estelle Cascino /  Geoffrey Blancaneaux
- Leolia Jeanjean /  Manuel Guinard
- Carole Monnet /  Albano Olivetti
- Chloé Paquet /  Nicolas Mahut
- Diane Parry /  Harold Mayot
- Jessika Ponchet /  Grégoire Jacq

## Clasificación
La competición clasificatoria se realizó en el Stade Roland Garros del 19 al 23 de mayo de 2025.
| 1. Yannick Hanfmann 2. Filip Misolic 3. Albert Ramos 4. Maximilian Marterer 5. Benjamin Hassan 6. Clément Tabur 7. Ugo Blanchet 8. Lloyd Harris 9. Kyrian Jacquet 10. Matteo Gigante 11. Ethan Quinn 12. Juan Manuel Cerúndolo 13. Henrique Rocha 14. Nikoloz Basilashvili 15. Giulio Zeppieri 16. Pablo Llamas Ruiz | 1. Sára Bejlek 2. Tereza Valentová 3. Lucrezia Stefanini 4. Joanna Garland 5. Leyre Romero Gormaz 6. Daria Saville 7. Victoria Mboko 8. Lourdes Carlé 9. Solana Sierra 10. Tamara Korpatsch 11. Carole Monnet 12. Nao Hibino 13. Julia Riera 14. Oksana Selekhmeteva 15. Anastasiia Sobolieva 16. Nina Stojanović |

## Campeones defensores
| Evento                      | Campeones de 2024                      | Campeones de 2025                  |
| --------------------------- | -------------------------------------- | ---------------------------------- |
| Individual masculino        | Carlos Alcaraz                         | Carlos Alcaraz                     |
| Individual femenino         | Iga Świątek                            | Cori Gauff                         |
| Dobles masculino            | Marcelo Arévalo Mate Pavić             | Marcel Granollers Horacio Zeballos |
| Dobles femenino             | Cori Gauff Kateřina Siniaková          | Sara Errani Jasmine Paolini        |
| Dobles mixto                | Laura Siegemund Édouard Roger-Vasselin | Sara Errani Andrea Vavassori       |
| Individual júnior masculino | Kaylan Bigun                           | Niels McDonald                     |
| Individual júnior femenino  | Tereza Valentová                       | Lilli Tagger                       |
| Dobles júnior masculino     | Nicolai Budkov Kjær Joel Schwärzler    | Oskari Paldanius Alan Ważny        |
| Dobles júnior femenino      | Renáta Jamrichová Tereza Valentová     | Eva Bennemann Sonja Zhenikhova     |

## Campeones

### Sénior

#### Individual masculino
Carlos Alcaraz venció a  Jannik Sinner por 4-6, 6-7(4-7), 6-4, 7-6(7-3), 7-6(10-2)

#### Individual femenino
Cori Gauff venció a  Aryna Sabalenka por 6-7(5-7), 6-2, 6-4

#### Dobles masculino
Marcel Granollers /  Horacio Zeballos vencieron a   Joe Salisbury /  Neal Skupski por 6-0, 6-7(5-7), 7-5

#### Dobles femenino
Sara Errani /  Jasmine Paolini vencieron a  Anna Danilina /  Aleksandra Krunić por 6-4, 2-6, 6-1

#### Dobles mixto
Sara Errani /  Andrea Vavassori vencieron a  Taylor Townsend /  Evan King por 6-4, 6-2

### Júnior

#### Individual masculino
Niels McDonald vencieron a  Max Schönhaus por 6-7(5-7), 6-0, 6-3

#### Individual femenino
Lilli Tagger venció a  Hannah Klugman por 6-2, 6-0

#### Dobles masculino
Oskari Paldanius /  Alan Ważny vencieron a  Noah Johnston /  Benjamin Willwerth por 6-2, 6-3

#### Dobles femenino
Eva Bennemann /  Sonja Zhenikhova vencieron a  Alena Kovačková /  Jana Kovačková por 4-6, 6-4, [10-8]

### Silla de ruedas

#### Individual masculino
Tokito Oda venció a  Alfie Hewett por 6-4, 7-6(8-6)

#### Individual femenino
Yui Kamiji venció a  Aniek van Koot por 6-2, 6-2

#### Dobles masculino
Alfie Hewett /  Gordon Reid vencieron a  Stéphane Houdet /  Tokito Oda por 6-4, 1-6, [10-7]

#### Dobles femenino
Yui Kamiji /  Kgothatso Montjane vencieron a  Xiaohui Li /  Ziying Wang por 4-6, 7-5, [10-7]

#### Individual Quad
Guy Sasson venció a  Niels Vink por 6-4, 7-5

#### Dobles Quad
Guy Sasson /  Niels Vink vencieron a  Ahmet Kaplan /  Donald Ramphadi por 6-3, 6-4